# Circumetnea
Ferrovia Circumetnea (буквально «железная дорога вокруг Этны») — узкоколейная железная дорога (ширина колеи 950 мм) на Сицилии, длиной около 111 км (114,7 км, включая метрополитен Катании). Соединяет приморские города Катанию и Рипосто через находящиеся у подножья Этны города Патерно, Адрано, Бронте и Рандаццо. В настоящее время управляется одноимённой правительственной комиссией, в ведении которой находятся также метрополитен Катании и автобусное сообщение в окрестностях Этны.

## История
Предложение о постройке железной дороги, соединяющей окрестности Этны с морским портом Катании, исходило от Торгово-промышленной палаты Катании и муниципалитетов городов, находящихся у подножия Этны. 31 декабря 1883 года идея была одобрена декретом короля Умберто I, а 23 мая 1889 года министр финансов Джовании Джолитти распорядился о передаче строительства будущей дороги в концессию Сицилийской компании общественных работ (итал. Società Siciliana di Lavori pubblici).
Первоначальный проект предполагал строительство ширококолейной железной дороги вокруг Этны, начинающейся и заканчивающейся в Катании, но затем претерпел изменения. Окончательным стал проект узкококолейки, начинающейся в Катании, огибающей 3/4 Этны и завершающейся в Рипосто — другом морском торговом порту. 2 февраля 1895 года было открыто движение на участке Катания — Адерно (сейчас — Адрано), а 10 июля 1898 года началось сквозное движение между Катанией и Рипосто. Circumetnea насчитывала в этот момент 22 моста и виадука, 6 туннелей, а максимальная скорость движения составляла 27 км/ч. Сквозное движение по Circumetnea неоднократно прерывалось из-за разрушения железнодорожного пути потоками лавы: в 1911, 1923 (Лингуаглосса), 1928 (Маскали), 1981 годах (Рандаццо).
Первоначально железнодорожное сообщение по Circumetnea осуществлялось на паровой тяге. В 1937 году были закуплены первые 6 автомотрис Fiat ALn 56 «литторина» — сохранившееся в последующие годы название для поездов, курсирующих по Circumetnea. В последующие годы для Circumetnea покупались новые автомотрисы с других итальянских узкоколеек, выводившихся из эксплуатации.
В 1947 году концессия была отменена, и для управления Circumetnea был учреждён особый комиссариат при правительстве Сицилии. В 1990-е годы начальный участок Circumetnea, проходящий по Катании от станции Катания Порто (итал. Catania Porto) до Катания Борго (итал. Catania Borgo), был преобразован в метрополитен Катании: участок между станциями Борго и Галатея (итал. Galatea) убран в туннель, добавлен второй путь, произведена электрификация. В 1999 году метрополитен Катании начал работу.
В дальнейших планах Circumetnea предполагаются следующие работы:
- постройка дополнительной линии метрополитена от станции Катания ФС (итал. Catania FS) до аэропорта,
- включение в состав метрополитена участка железной дороги между станциями Борго и Мистербьянко,
- электрификация и постройка второго пути на участке между Катанией и Патерно,
- модернизация следующих участков Патерно-Адрано и Адрано-Рипосто,
- получение в управление железнодорожных линий Катания — Регальбуто и Алькантара — Рандаццо, ранее входивших в состав государственной компании Trenitalia и выведенных из эксплуатации в 1986 году; организация на этих линиях пассажирского сообщения.

## Основные характеристики
- введена в эксплуатацию в 1898 году
- 5-км участок в Катании выделен в метрополитен Катании — 1999 год
- длина в настоящее время — 110,963 км (вместе с метрополитеном Катании — 114,700 км)
- время в пути от Катании Борго до Рипосто — 190 минут
- количество промежуточных станций — 30
- самый длинный туннель — Rocca Calanna (263.82 м)
- максимальная высота над уровнем моря — 976 м (между станциями Малетто и Бронте)
- максимально разрешённая скорость состава — 60 км/ч
- обычная скорость состава — 35 км/ч
- подвижной состав — 24 автомотрисы + 2 исторических литторины 1937 года
- депо — Катания Борго, Адрано, Бронте, Рандаццо, Рипосто.
- офис управляющей компании — Катания Борго.

## Маршрут
Circumetnea сохраняет значение в качестве основного перевозчика пассажиров в окрестностях Этны. Этой же компанией обслуживаются ряд автобусных маршрутов — «подкидышей», обеспечивающих доставку пассажиров из отдалённых населённых пунктов к станциям железной дороги. С развитием туризма на Сицилии всё больший интерес вызывает поездка вокруг Этны на поезде. Во время трёхчасовой поездки можно осмотреть южный, западный и северный склоны вулкана, увидеть разнообразие растительного мира предгорий Этны (от лимонных и апельсиновых рощ в районе Джарре до почти безжизненных застывших лавовых полей вокруг Рандаццо).
| Расстояние от Катании Порто, км | Станция                                                                                         | Высота над уровнем моря, м |
| ------------------------------- | ----------------------------------------------------------------------------------------------- | -------------------------- |
| 3                               | Катания Борго (совмещена со станцией Борго (метрополитен Катании))                              | 53                         |
| 5                               | Катания Чибали                                                                                  | 100                        |
| 7                               | Катания Несима                                                                                  | 132                        |
| 8                               | Мистербьянко                                                                                    | 165                        |
| 14                              | Бельпассо — Кампоротондо                                                                        | 254                        |
| 18                              | Валькорренте                                                                                    | 263                        |
| 20                              | Джакония                                                                                        | 297                        |
| 22                              | Патерно                                                                                         | 225                        |
| 25                              | Скалилли                                                                                        | 335                        |
| 29                              | Санта-Мария-ди-Ликодия                                                                          | 442                        |
| 33                              | Бьянкавилла                                                                                     | 508                        |
| 38                              | Адрано                                                                                          | 560                        |
| 39                              | Адрано Чентрале                                                                                 | 588                        |
| 45                              | Пассо Цингаро                                                                                   | 688                        |
| 55                              | Бронте                                                                                          | 835                        |
| 63                              | Малетто                                                                                         | 924                        |
| 68                              | Джуридда                                                                                        | 870                        |
| 74                              | Рандаццо (конечная станция для большинства поездов)                                             | 753                        |
| 79                              | Кальдерара                                                                                      | 689                        |
| 82                              | Пассопишаро-Мойо                                                                                | 653                        |
| 86                              | Соликкьята                                                                                      | 670                        |
| 91                              | Черро                                                                                           | 628                        |
| 94                              | Лингуаглосса                                                                                    | 554                        |
| 97                              | Терреморте                                                                                      | 490                        |
| 101                             | Пьедимонте-Этнео                                                                                | 362                        |
| 104                             | Санта-Валерия                                                                                   | 275                        |
| 108                             | Нунциата — Маскали                                                                              | 176                        |
| 109                             | Кутула                                                                                          | 132                        |
| 113                             | Джарре — Вилла Маргерита                                                                        | 42                         |
| 113,5                           | Джарре (совмещена со станцией Джарре-Рипосто «обычной» железнодорожной линии Мессина — Катания) | 35                         |
| 114                             | Рипосто                                                                                         | 18                         |